# 欧克桑
欧克桑（法語：Auxant，法語發音：[oksɑ̃]）是法国科多尔省的一个市镇，属于博讷区。该市镇总面积5.56平方公里，2009年时的人口为70人。

## 人口
欧克桑人口变化图示